# Lacoste (umělecká skupina)
Skupina Lacoste byla výtvarná skupina, která působila v Československu mezi lety 1964 a 1972.

## Historie
Skupina Lacoste byla vytvořena v roce 1964 v Brně, zakládající členové byli Arnošt Budík, Jiří Havlíček, Josef Kremláček a Václav Pajurek. Byla vytvořena jako surrealistická skupina. Později se k zakládajícím členům přidali Karol Baron, František Deák a Aleš Navrátil, jako hosté působili ve skupině také Lubomír Kressa, František Malý a Ladislav Novák. 
Skupina spolupracovala s francouzsko-belgickou skupinou Centre international de l'actualité fantastique et magique pro poezii a výtvarné umění post-surrealismu a francouzskou skupinou André Bretona. Skupina vydávala bulletin Styx a pořádala akce a výstavy, na nichž vystavoval své koláže také francouzský výtvarník Max Bucaille, představitel bruselské Fantasmagie. Poslední výstava v Československu se konala roku 1971 v Třebíči, v zahraničí pak roku 1972 v Kodani.
Další výstava se pak konala v roce 1999 také v Třebíči. Následně členové skupiny působili ve Společnosti Karla Teiga, po jejím zániku pak byla založena umělecká skupina Stir up. Jeden z členů skupiny Stir Up v roce 2006 přestavbou Mohelského mlýna vytvořil Galerii Čertův ocas, kde jsou konány výstavy skupiny a byl také obnoveno vydávání bulletinu Styx.

## Členové
- Karol Baron
- Arnošt Budík
- František Deák
- Jiří Havlíček
- Josef Kremláček
- Aleš Navrátil
- Václav Pajurek